# Petite vrillette
Anobium punctatum · Vrillette domestique
Pour les articles homonymes, voir Vrillette.
Espèce
La petite vrillette (Anobium punctatum) est une espèce d'insectes coléoptères de la famille des Anobiidae vivant près des humains. Insecte xylophage, elle est rare dans la nature et plus fréquente dans les habitations, d'où son autre nom de Vrillette domestique.

## Noms français
En français, cette espèce porte les noms vernaculaires normalisés « Vrillette domestique », « Vrillette striée » et « Petite Vrillette » , en comparaison avec les autres Vrillettes. Elle porte également le nom vulgarisé normalisé « Anobie ponctué, ». Elle est également nommée de façon plus régionale et moins précise « Ciron du bois », « ver du bois » ou « ver des meubles ».

## Caractéristiques
La petite vrillette est abondante dans les maisons où elle est plus courante que la grosse vrillette qui préfère les conditions plus humides. Les larves sont considérées comme nuisibles pour les bois de résineux et de feuillus travaillés par l'humain.
Les adultes sont de couleur jaunâtre à brun sombre et mesurent 2,5 à 5 mm de long, avec des élytres striées. Les adultes sont attirés par la lumière et sont très aptes au vol par temps chaud et ensoleillé. Par temps plus froid il se déplacent en marchant.
Les larves sont de couleur blanc-jaunâtre et couvertes de poils fins. Elles mesurent 5 à 7 mm de long et présentent une forme arquée naturelle.

## Cycle de vie
Les adultes sortent des bois au travers d'un trou ayant entre 1,5 et 2 mm de diamètre sur une période de mai à septembre ce qui libère de la « sciure » ou vermoulure. Ils survivent alors quelques semaines. Les femelles pondent 20 à 30 œufs dans les anfractuosités du bois. Les conditions les plus favorables sont la présence d'humidité, de champignons lignivores et une température de 22 °C.
L'incubation des œufs dure 4 à 5 semaines puis les larves se développent en consommant le bois pendant 2 à 4 ans suivant la qualité de ce dernier. Le stade larvaire peut, dans des conditions très défavorables, s'étendre jusqu'à dix ans.
La sortie des adultes de petite vrillette n'est pas précédée, comme c'est le cas chez la grosse vrillette, par des vibrations répétées très audibles et surnommées « horloge de la mort ».

## Mesures préventives et traitements

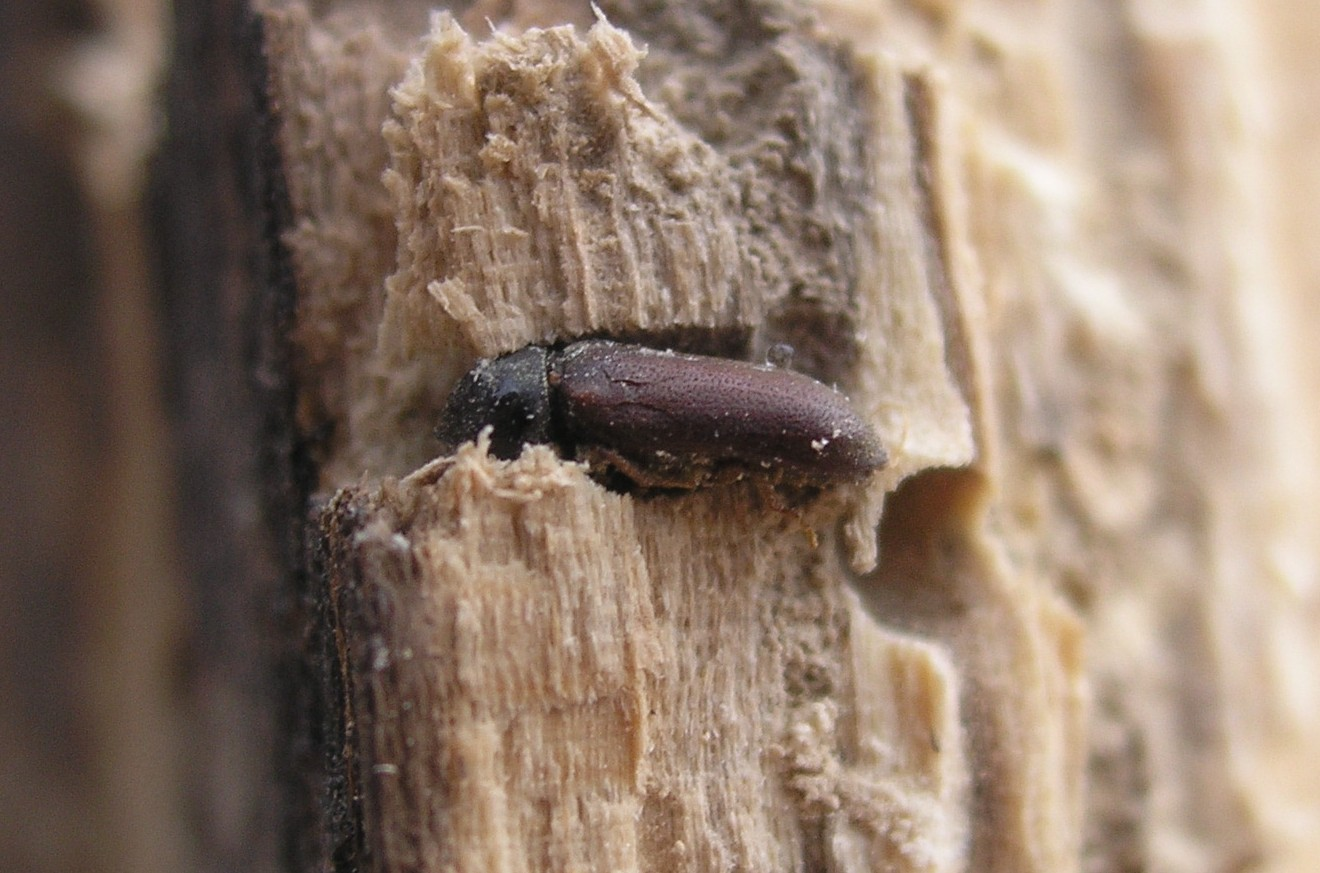
Une petite vrillette à l'œuvre.

La principale mesure de prévention consiste à assurer un taux d’humidité dans le bois inférieur à 10 % et à contrôler l’état du bois et la présence des insectes.
En cas d'infestation plusieurs solutions biologiques existent :
- certaines huiles essentielles (eucalyptus, lavande, agrumes, cèdre…) peuvent être appliquées en surface et agissent comme répulsif ;
- de même, les meubles cirés régulièrement à la cire d’abeille ou à l’huile de lin seront moins sujets à l’installation de vrillettes ;
- des sachets de lavande dans les armoires réduisent également l'installation des vrillettes ;
- dans le cas de mobilier de petite taille, un passage au congélateur détruira les larves présentes dans le bois ;
- enfin, il existe des pièges lumineux à ultraviolets pour les adultes au moment de l'essaimage.

En cas de d'infestation importante, des traitements chimiques existent pour contrôler la présence de ces insectes. Cependant à cause de leur toxicité, ils ne sont pas toujours compatibles avec le traitement de meubles dans les pièces de vie .
Le retable de Lucas Cranach l’Ancien, Le Mariage mystique de sainte Catherine, conservé dans la cathédrale d'Erfurt, a fait l'objet d'un traitement en 2005, pour éliminer les vrillettes à l'aide de guêpes minuscules (Lariophagus distinguendus) qui les parasitent naturellement,,.
En juillet 2024, une infestation de vrillettes, causant le décollage de la façade, a été détecté sur le Gros-Horloge à Rouen, et a entraîné la mise en oeuvre de mesures conservatoires afin de sécuriser l'édifice dans l'attente de travaux de rénovation.

## Répartition
L'espèce est présente en Europe, en Asie du Nord (sauf Chine) et en Amérique du Nord. Elle est présente en France (et notamment dans le Nord-Pas-de-Calais où elle a été recensée en 2008).

## Synonymie
De Catalogue of Life (25 août 2014) :
- Anobium caelatum Mulsant and Rey, 1864 (synonyme)
- Anobium cylindricum (Marsham, 1802) (synonyme)
- Anobium domesticum (Geoffroy, 1785) (synonyme)
- Anobium latreillei Dufour, 1843 (synonyme)
- Anobium pertinax Fabricius, 1775 (synonyme)
- Anobium pumilum (LeConte, 1865) (synonyme)
- Anobium striatum Olivier, 1790 (synonyme)

De BioLib (25 août 2014) :
- Anobium amplicolle Broun, 1889
- Anobium ruficolle Herbst, 1793
- Anobium ruficorne Broun, 1880
- Anobium striatum Olivier, 1790
- Birrhus domesticus Geoffroy in Fourcroy, 1785
- Hadrobregmus pumilum LeConte, 1865

## Galerie

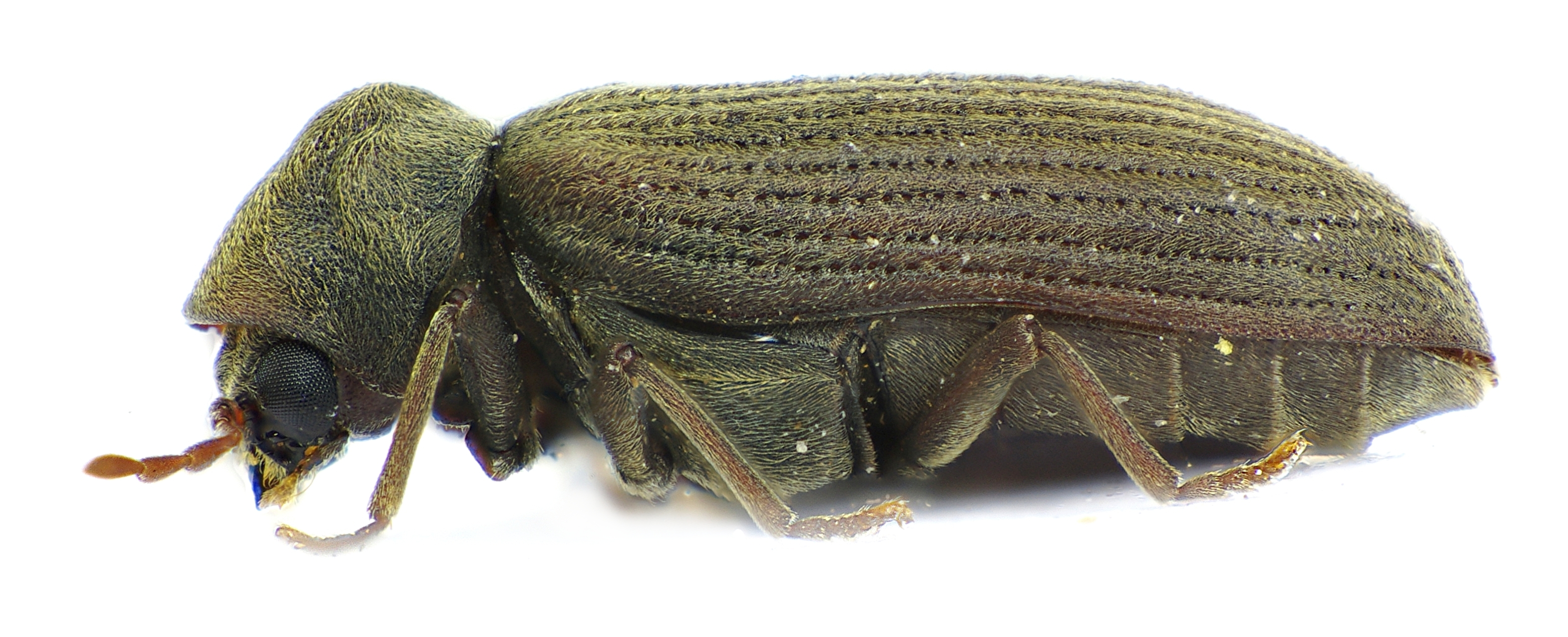
1 - Vue de profil
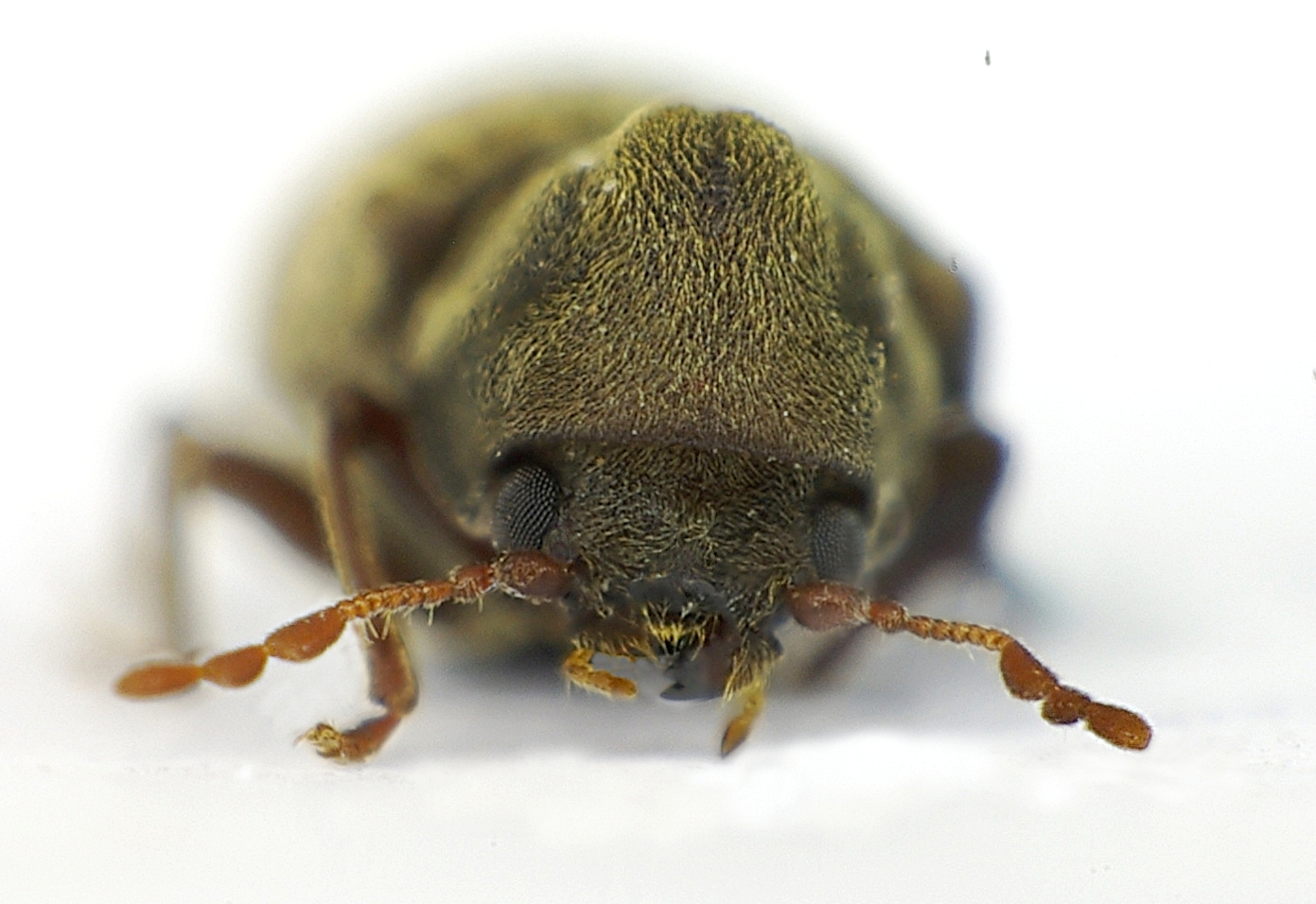
2 - De face
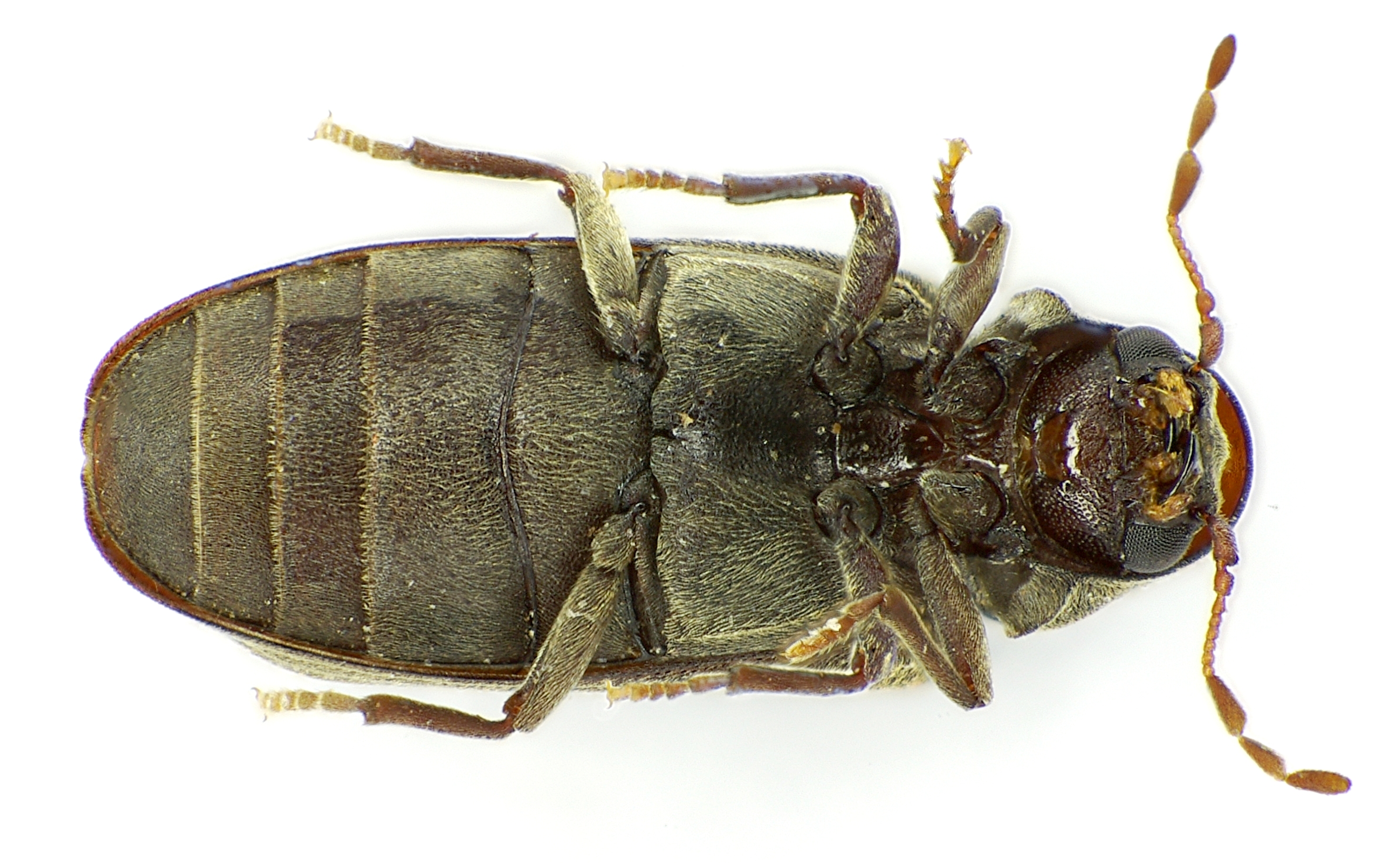
3 - Ventrale
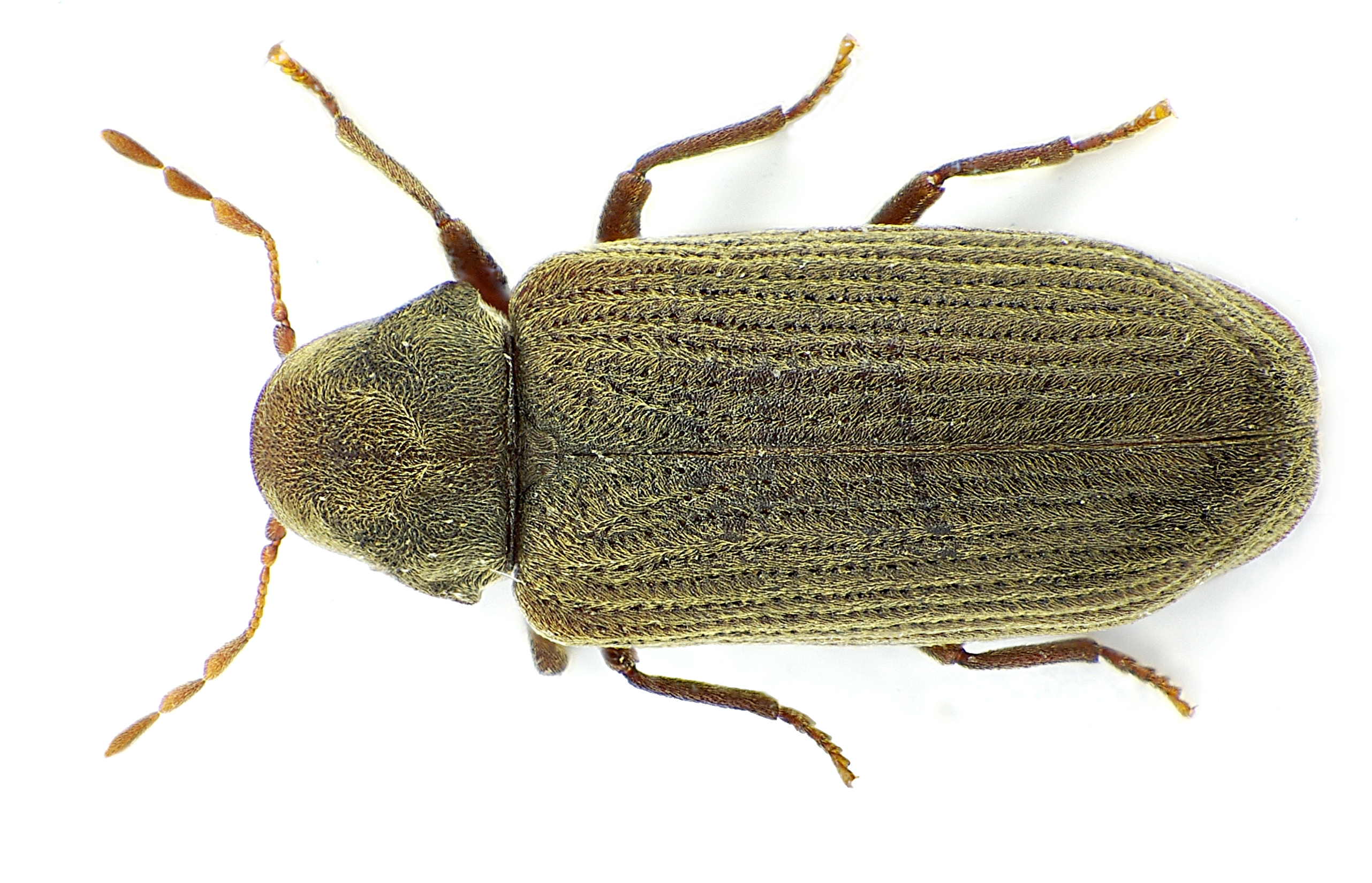
4 - Dorsale